# Онейроїд (гурт)
Онейроїд (група) — альтернативна група, утворена в Полтаві 25 грудня 1992 року з ініціативи медиків Андрія Боркунова (вокал, гітара) та Анатолія Воліка (тексти, бас).

## Історія групи

### Ранні роки. «Пост-панк манипуляции». «Автобус, идущий на Запад» (1992-1993)
Ще до створення «Онейроїда», починаючи з середини 1991 року, Андрій «Бурлік» Боркунов періодично влаштовує спонтанні вуличні концерти в Полтаві, виконуючи під акустичну гітару репертуар. Зародком майбутньої групи стало звернення Волика до Боркунова з пропозицією покласти на музику його тексти. Незабаром після цього, Андрій включив кілька пісень Волика («Дуля», «Инне», «Суринам») в програму своїх вуличних виступів, під час одного з яких (у вересні 1992-го) його помітив Михайло Шамраєвський, на той час басист гурту «Шок Оскал», і запропонував Боркунову «сколотити банду».
25 грудня 1992 відбулася перша репетиція вдома у Шамраєвського, в ході якої виникла пісня «Вовка». Через кілька днів, Волик і Бурлік порадившись, дали новій групі назву «Онейроїд», зафіксувавши в цій назві своє обопільне захоплення психіатрією. Офіційно «Онейроїд» святкує свій день народження 25 грудня — в день перших зборів у Шамраєвського на квартирі.
Перший альбом «Онейроїд» записує під акустичні гітари і губну гармошку в грудні 1992 року в квартирі Волика і носить назву «Пост-панк манипуляции», і включає пісні «Анна Каренина», «Суринам», «Кто-то увидел солнце» (перша пісня «Онейроїда»), «Это все-таки я», «Вовка», «Инне» та інші. Запис згодом був загублений.
Матеріали альбомів «Пост-панк манипуляции» (1992) і «День Рождения Гастелло» (1993 рік, запис не зберігся) лягли в основу концертної програми, показаної на першому полтавському панк-фестивалі «Будущего нет!», проведеному групою «Онейроїд» в день своєї першої річниці. На фестивалі тоді також виступали: «Арахнофобія», КГБ, КАА («Клуб анонімних алкоголіків»), «Епітафія». Ця подія стала не лише першим панк-фестивалем, але й першим клубним концертом у Полтаві. Хіти групи цього періоду: «Вовка», «Детство, прощай», «Українська мова».
Склад групи в 1993 році:
- Андрій «Бурлік» Боркунов — вокал, гітара;
- Анатолій Волік — тексти, бас;
- Андрій Воробйов — соло-гітара;
- Ігор «Чоп» Яремченко — ритм-гітара;
- Гена «Кузя» Кузьменко — саксофон, флейта;
- Валерій Власенко («Арахнофобія») — ударні.

### «Пуговицы в ряд», «Китай в огне» (1994-1995)
1994-1995 рр. — концертна програма «Автобус, идущий на Запад», виступ на фестивалі «Червона Рута» (регіональний тур), запис альбому «Китай в огне» на студії Леоніда Сорокіна на Полтавській ТРК «Лтава».
Вихід першого номера самвидав-журналу «Гораздо» [Архівовано 4 серпня 2020 у Wayback Machine.].
Хіти групи цього часу: «Цур та Пек» (також відома як «Пух и прах»), «Точка».

### Гаражный рок (1996-1997)
В 1996-1997 рр. на творчість групи чинять вплив ідеї язичництва, внаслідок чого саунд зміщується в бік інструментальних медитацій, стає менш панківським, більш мелодійним та різноманітним. В орнамент групи органічно вплітається баян лідера групи «Патологоанатом» Олександра Бессонова. До групи також приєднується барабанщик Максим Ландар (лідер групи «Седьмое небо»).
Альбоми цього періоду: «Эксгумация Берлиозов» (запис на репетиційній базі групи «Зов Аранакса»), «Новое язычество», «Без десяти десять» («домашні» альбоми). Концертні програми: «Страх Смерти», «Патон» (спільно з групою «Патологоанатом»). 
Перше місце на фестивалі «Пісня в солдатській шинелі».Перше місце на фестивалі «Червона Рута» (відбірковий тур у Кременчуц), квартирник та спільний проєкт з групою «Апельсиновое Безобразие» (Кременчук). До цього періоду належить сольний виступ Андрія Боркунова в клубі «Скіф» (м. Єкатеринбург, Росія). Хіти цього періоду: «26 бакинских комиссаров», «Части тела», «Никто не забыт».

### «Частини тіла» (1998)
1998 рік — другий студійний альбом «Части Тела» (студія Андрія Буторіна), контракт на тираж альбому на компакт-касетах з лейблом «Moon Records».Співпраця та записи з бардесою Лєнкою, запис домашніх альбомів «Транстранзит», «Шапка Стереомаха». Група регулярно виступає в арткафе «Парсуна».
1998 року в "Онейроїд" приходить Олексій Самарін. Він одразу проявив себе як сильний гітарист, що поєднував у своїй манері блюзову подачу з рифовими жорсткими структурами, потужно і легко імпровізуючи на концертах. Вплив Самаріна на «Онейроїд» був великим і це був вплив в бік професіоналізації групи — з приходом Олексія все більше уваги стало приділятися технічним фішками, зіграності, акцентуації звуку. Самарін записує з «Онейроїдом» альбом «Части Тела» (1998), де в декількох піснях виступає в ролі аранжувальника — «Обязательный минимум для обывателя», «Осень», «Частини тіла». А в наступному альбомі («Гибернация», 2001) Олексій Самарін вже є композитором практично всіх пісень і автором всіх гітарних партій, включаючи басові. Волику (і заміняючим басистам) припадає лише механічно їх перезнімати і перегравати, що не завжди виявляється просто. Загалом Самарін написав якщо не музику, то гітарні партії більш ніж до 30-ти пісень «Онейроїда», серед яких «Эну», «Снег в таблетках», «Кай и Герда», «Осень», «Царь в голове», «Лінгвістична амплітуда», «Комсорг Космоса», «Ямщик», «Музыка на экспорт» та багато інших.

### «Гибернация» (1999-2000)
1999-2000 рр. — нова концертна програма «Гибернация». Саунд групи стає жорсткішим, холоднішим, з приходом до групи нового гітариста Олексія Самаріна музика групи «Онейроїд» набуває рифової структури. Вплив Самаріна на «Онейроїд» був значним і це був вплив у бік професіоналізації групи – з приходом Олексія дедалі більше уваги стало приділятися технічним фішкам, зіграності, акцентуації звуку.
Запис альбому «Гибернация» на домашній студії давніх друзів Онейроїда і Бурліка - Олександра та Олени Бєссонових (група «Молочай», м. Городня, Чернігівської обл.). Альбом у той період так і не було видано, а треки із тієї студійної сесії вийшли в якості оцифрованого з магнітної стрічки демо майже через 20 (!) років.
Із програмою «Гибернация» група активно концертує у полтавських клубах «Робін Гуд», «Парсуна», «Радуга», «Спейс», у концертних залах міста . Орієнтовно у 1999 році як бек-вокалістка у піснях «Лінгвістічна амплітуда» і «Кришечка», які готуються групою на чергову «Червону Руту», в «Онейроїді» з'являється Оксана Дронова. Разом з Оксаною у складі бек-вокальної секції співають її одногрупниці з «Колискова Ради» — Анжела, Оля і Елла. Так у піснях «Онейроїда» з'являється фольклорний український фон, створюваний автентичною манерою співу Оксани та її подруг. Паралельно Бурлік стає саундпродюсером групи Оксани Дронової «Колискова Ради», результатом якого стала поява «Колискової» програми «Паперовий світ», названої за однойменною піснею.
Хіти програми «Гибернация»: «The Бог», «Кай и Герда», «Одно сплошное время».

### Под-dance-полье (2001-2002)
2001-2002 рр. — період експериментів з електронною музикою (проєкти «Partyzan-party», «Под-dans-полье», «Короленко» (останній — спільно з групою «Птенцы Геринга» (згодом — «Призрак Баобаба»).
Також у період 2001-2002 рр. Оксана з Бурліком і Самаріним записывают песни «Эну», «Реснилось», «Железнодорожный цигун», «Гаражи». В концертном исполнении программы «Гибернация» Ксюша поет бэк-вокал в «Кае и Герде».

### «Бетон» (2003-2005)
2003-2005 рр. — робота над програмою «Бетон», що являла собою синтез пост-року та танцювального саунду середньої жорсткості в стилі light-industrial. Група досі використовує елементи панку. Програма «Бетон» стає популярною в Полтаві (показана у клубах «Робін Бобін», «Наутілус»), в клубах Харкова («Черчілль», «Форт», «Остання барикада», «Агата»).
2004 рік — в групу приходить Макс Ржеко (бас-гітара).
Як данину своїм «концептуальним вчителям» «Онейроїд» у 2004 році організовує триб'ют-концерт «Г.О.», де виступали місцеві групи «Насрать!», «Круті педалі» (нині — О.Torvald), «Rotten sound», «Линки», «Червяки» та інші.
Олексій Самарін, виступаючи з Онейроїдом регулярно з 1998 по 2004 рік, у 2005 грає з групою рідше — і вже разом із іншим гітаристом  — Іваном Оборожнім, спільно з яким створюється програма «Бетон». Проте він бере участь у концертах зі "старою" програмою часів "Гібернації" і активно залучається до роботи над наступним альбомом і виступів у 2006-2007 рр.

### «LЁD» (2006-2007)
З 2006 року починається робота над новим альбомом «LЁD».
Склад групи станом на початок 2006 року: Бурлік (вокал), Іван Оборожній (гітара), Макс ‘dafunky’ Ржеко (бас), Гоша Малюков (барабани), Олексій Самарін (гітара), Анатолій Волік (тексти).
5 жовтня 2006 року в клубі «Стелс», розташованому в центрі міста на території Педуніверситету, «Онейроїд» провів перше в Полтаві noise-party, під час якого вперше відбулася презентація нової електронної програми Noisex, зіграної наживо на трьох ноутбуках (Андрій Боркунов, Ваня Оборожній, Анатолій Волік).
З 2007 року в «Онейроїд» приходять трубач та флейтист Фелікс Бродський, а також діджитал-виконавець Андрій «Кефір» Снітко, котрий створив низку оригінальних електронних аранжувань для альбомів «Бетон» і «LЁD», виступаючи на концертах за ноутбуком.
17 травня 2007-го в полтавському клубі "Стелс"  було презентовано нову програму «LЁD». Це був один із найцікавіших виступів групи в тому складі. Більша частина концерту була ефектно закарбована на відео давнім соратником групи Сергієм 'Маріо' Звенигородським на ручну камеру. Цей особливий запис і досі приступний для глядачів на Youtube . Крім того, саме під час того виступу в "Стелсі", перебуваючи під враженням від концерту, з Бурліком знайомиться майбутній менеджер "Онейроїда", котрий приєднається до команди наступного року.
Наприкінці 2007-го року з групи йде Іван Оборожній (у власний пост-роковий аудіо-відео проєкт «Фреон»), але бере участь у записі альбому «Бетон», яка, втім, так і не була доведена до втішного результату. Одночасно на тогочасних виступах знов можна побачити Анатолія Волика в ролі басиста, адже Максу Ржеко довелося після Івана тимчасово взятися за гітару.

### «Giftstoffe», “Natasha” (2008-2009)
На початку 2008 року група записує демо-альбом «Natasha», саунд якого суттєво відрізняється від попередніх альбомів, і можна означити як психоделічний spoken-word. Перший раз його було презентовано у Харкові навесні 2008 року. 
Склад проєкту «Natasha»:Оксана Дронова (екс- Jam Cherry) — вокал;Валерій Власенко — гітара;Макс Ржеко — бас-гітара;
Фелікс Бродський — духові;Олександр Безсонов — баян;Дмитро «Бандурист» Яцько — бандура; Ігор Малюков — барабани;
У березні 2008 року по групи повертається учасник першого складу групи Валерій Власенко — цього разу на місце гітариста, яке вдало займає і по сьогодні.
У квітні 2008 року у Полтаві проходить організований «Онейроїдом» триб'ют Єгору Лєтову на якому виступає також немало груп з інших міст.
У липні 2008 року «Онейроїд» дає у полтавському клубі «22» один з найбільш душевних концертів за всю свою історію: анплагд у дуже лаконічному складі — Бурлік (вокал), Валера Власенко (гітара), Волік — бас, Фелікс (труба, флейти), під час якого було зіграно багато давніх пісень.
Восени група вдруге вибирається в тріп на плато Карабі в Криму, де грає під землею у печері Віола, де також відбувається спільний сейшен з групою «ДахаБраха».
На самому початку роботи над альбомом «Giftstoffe» пізньої осені 2008 року молодий український поет, блогер та музичний критик Максим Солодовник приходить до групи в якості її менеджера і з того часу «Онейроїд», який все частіше тепер пишеться латиницею як Oneyroid, та починає свій наступ на інтернет-простори (Livejournal, MySpace, Facebook etc.). Максим досить активно співпрацював з "Онейроїдом" до кінця 2015 року, переважно займаючись піарними аспектами життя команди. З початку 2016 року зосереджується на власному музичному проекті, літературній творчості та приватному житті, зберігаючи вдячність за проведений разом час і досягнуті у той період результати (як і контроль за Bandcamp-сторінкою групи, аудіоархівом і т.д.) та епізодично з'являючись на концертах.
Водночас група посилює концертну активність: з грудня 2008 року, коли в київському клубі «Філін» на Куренівці було вперше презентовано програму «Giftstoffe», група дає серію концертів у різних містах України – всього близько 20 за 2009 рік. Помітною подією серед них став виступ на одній сцені з відомим німецьким гуртом «Mamasweed» у Полтаві.
Завдяки участі Валерія Власенка, який був саундпродюсером альбому «Giftstoffe» (третього офіційного релізу в історії колективу), саунд «Онейроїда» стає жорстким та дуже динамічним.
У концертах цього періоду та записі альбому «Giftstoffe» бере участь давній знайомий групи Володимир Гречуха (перкусії), який, однак, не пробув у групі більше року.
Всі концерти 2008 року Бурлік присвятив пам'яті Єгора Лєтова.
Навесні 2009 року група дає концерт у харківському Планетарії з програмою «Natasha», який за рік суттєво «виріс» та збагатився аранжуваннями та композиціями. Майже весь концерт було записано зі звукорежисерського пульту.
У травні 2009 року Oneyroid з подачі Максима Солодовника запрошує до Полтави молодий проєкт @TRAKTOR Олександра Піпи (екс-ВВ, екс-БОРЩ) для спільного виступу, який в результаті став справжньою подією для Полтави. Також цей концерт став першим шоу для нового перкусіоніста Дмитра Білоконя.
У жовтні 2009 р. альбом «Giftstoffe» (з німецької — «отруйні речовини») видається на лейблі «Moon Records». Стиль альбому «Giftstoffe» можна визначити як психоделічний мілітарі-індстаріал рок. 3 жовтня відбулась презентація альбому «Giftstoffe» в клубі «Бочка» (м. Київ), де разом з «Онейроїдом» знову виступили @TRAKTOR.
Альбом «Giftstoffe» стає однозначно найкращим за звуком, концептуальністю та відшліфованістю за всю історію групи і практично одразу по виході починає здобувати позитивні та захоплені відгуки слухачів та фахівців.
Восени 2009 року група організовує в Полтаві триб'ют групі «Брати Гадюкіни» на знак пошани до померлого у серпні лідера Сергія Кузьмінського, музика якого багато значила для учасників команди. Oneyroid також виступає на цьому заході у розширеному складі: на сцені грають одночасно 10 музикантів, у тому числі один з давніх учасників групи Андрій Воробйов (соло-гітара).
Взимку 2009-2010 рр. було завершено студійний запис сайдпроектового альбому «Natasha». Проте його реліз (у цифрі й на CD) відбувся аж навесні 2014 року.

### «Ходень» (2010 - 2012), «Паливо» (2012), «Mobile Goo» (2012 - 2015)
Після випуску альбому «Giftstoffe» група шліфує нову концертну програму «Ходень», яка – вперше в історії колективу — є повністю україномовною.
Альбом «Ходень» (пісні з якого були представлені публіці ще у вересні 2009 р. на «Мазепа-Фесті») являє собою етно-психоделічний рок з різноманітними нестандартними рисами. Пісні альбому «Ходень» завдяки зіграності групи швидко набувають чітких обрисів. Їхній саунд знов кардинально відрізняється від альбому-попередника (що для Oneyroid є доброю традицією і мало не написаним правилом).
У 2010-му до групи повертається Андрій Орлов — активний учасник групи періоду альбому «Бетон». 
Початок 2010 року також став дуже активним для групи: відбувається кілька клубних виступів, з них два — у новій пивниці «Сто Доріг», яка стає новим (і на той період мало не єдиним) майданчиком для альтернативної музики в Полтаві завдяки зусиллям Бурліка та Oneyro.Promo.Group.
Група бере участь у традиційному полтавському «Рок-ударі», активно концертує на найрізноманітніших сценах України та з квітня 2010 року переходить до запису нового студійного альбому «Ходень». 
Увесь 2012-й рік група працює над новим альбомом «Mobile Goo», який вперше презентує на концерті в «Сто доріг» 3 березня 2012 р.
Офіційний реліз альбому на CD відбувся за три роки - наприкінці 2015.
Паралельно група працює над наступним альбомом — «Паливо». У репетиційній роботі над альбомом брала участь полтавська фолк-група «Стрибожі внуці». Офіційний реліз альбому "Паливо" на CD відбувся наприкінці 2018 року.
У серпні 2012 виходять один за одним два максі-сингли з допіру неопублікованими студійними треками, записаними за часів програми «BeatOn» ще попереднім складом групи. Влітку 2012 "Онейроїд" вперше бере участь у фестивалі «Славське-рок». 
У вересні 2012 року відбувся офціційний реліз на CD альбому "Ходень". Спеціальним гостем реліз-паті в Києві та Полтаві (вже традиційно) була група @TRAKTOR. 

### Організація фесту Rock-n-Ball (2011-2016)
Онейроїд разом з Oneyro.Promo.Group є постійним хедлайнером і співорганізатором полтавського фестивалю Rock-n-Ball, що прийшов на зміну Мазепа-фесту і протягом років свого існування (2011-2016) лише нарощував потужності, запрошуючи широке коло колег, у тому числі — відомі українські та деякі закордонні команди.

### 20-річчя діяльності (2012). Заснування студії ONEY (2013)
Відзначивши 20-річчя творчої діяльності концертом у рідному місті наприкінці грудня 2012, Oneyroid з 2013 року приділяє багато уваги створенню та накопиченню нового матеріалу на своїй новій базі-студії ONEY, яка після ретельного і продуманого облаштування стала найкращим закладом такого типу в цілому місті, вперше відчинивши двері для відвідувачів у вересні 2013. Крім студійної та репетиційної діяльності, тут час від часу також проходять «камерні» концерти. Вже на ONEY тривала генеральна робота над саундом лонгплеїв «Наташа Атомный Бог» та «Mobile Goo» (як і всіх наступних). 
Влітку 2013 група вперше бере участь у фестивалі «Тарас Бульба», одразу ставши його дипломантом.
Також відбуваються певні зміни у складі: у 2013 з групи йде багаторічний її басист Макс Ржеко, на зміну якому повертається давній друг Онейроїда — Михайло Шамраєвський, найбільш відомий своєю участю в групі Арахнофобія; 

### Альбоми «Майдан Розрита Могила», «Боротьба» (2014 - 2018)
2014 року Онейроїд розширює свою духову секцію завдяки тромбоністу Герману Хорунжому, який бере участь як у концертах, так і в студійній роботі. 2014 рік відзначається активною концертною діяльністю, зокрема участю у фестивалі «Woodstock-Україна» та першим в історії групи виступом на головній сцені культового фестивалю «Бандерштат». 
Також група не пропускає нагоди виступити на підтримку української армії. Про поїздку із виступом у прифронтову зону було відзнято і презентовано документальний фільм. 
Повернувшись з осіннього клубного міні-туру, група зосередилась на підготовці до випуску  альбому «Mobile Goo» та синглів, що йому передуватимуть, паралельно репетируючи програму «Майдан Розрита Могила», окремі пісні якої слухачі вже мали змогу почути на концертах. З другої половини 2014 року починається запис цього альбому.
Піснею "Юність України [Архівовано 13 червня 2021 у Wayback Machine.]" з альбому "Боротьба" Онейроїд долучився до акції "Так працює пам'ять", присвяченої пам'яті Данила Дідіка і всім, хто віддав життя за незалежність України.

## Склад гурту
2021 рік:
- Андрій 'Бурлік' Боркунов — вокал
- Оксана Дронова — вокал
- Богдан Савін — гітара
- Фелікс Бродський — труба, флейти
- Михайло Шамраєвський — бас-гітара
- Ігор Малюков - барабани
- Андрій Орлов — клавішні
- Анатолій Волик — тексти

## Дискографія

### Студійні номерні альбоми
- 1995 — Китай в огне [Архівовано 21 липня 2021 у Wayback Machine.]  [самвидав-касета, limited edition]
- 1998 — Частини тіла  [Moon Records, касета]
- 2009 — Giftstoffe [Архівовано 21 липня 2021 у Wayback Machine.]  [Moon Records, CD]
- 2012 — Ходень [Архівовано 21 липня 2021 у Wayback Machine.]  [Oneyro.Promo.Group, CD]
- 2015 — Mobile Goo [Архівовано 21 липня 2021 у Wayback Machine.] [Oneyro.Promo.Group, CD]
- 2018 — Майдан Розрита Могила [Архівовано 21 липня 2021 у Wayback Machine.] [Oneyro.Promo.Group, CD]
- 2018 — Боротьба [Архівовано 21 липня 2021 у Wayback Machine.] [Oneyro.Promo.Group, CD]
- 2018 — Паливо [Архівовано 21 липня 2021 у Wayback Machine.] [Oneyro.Promo.Group, CD]

### Студійні сайд-проекти
2014 — Наташа Атомный Бог [Архівовано 21 липня 2021 у Wayback Machine.] [Oneyro.Promo.Group, CD]
2017 — Periodensystem [Архівовано 21 липня 2021 у Wayback Machine.] [Oneyro.Promo.Group, CD]

### Студійні міні-альбоми
2017 — LЁD [Архівовано 21 липня 2021 у Wayback Machine.] [Oneyro.Promo.Group, only digital]
2017 — Майдан Розрита Могила (промо-версія) [Архівовано 21 липня 2021 у Wayback Machine.] [Oneyro.Promo.Group, only digital]
2017 — Боротьба (промо-версія) [Архівовано 21 липня 2021 у Wayback Machine.] [Oneyro.Promo.Group, only digital]

### Сингли:
2012 — Бетонне лезо / Бетон свободи [Архівовано 21 липня 2021 у Wayback Machine.](maxi-single) [Oneyro.Promo.Group, only digital]
2012 — Абсанс [Архівовано 21 липня 2021 у Wayback Machine.] (maxi-single) [Oneyro.Promo.Group, only digital]
2013 — ВДНХ [Архівовано 21 липня 2021 у Wayback Machine.] [Oneyro.Promo.Group, only digital]
2015 — Забобони [Архівовано 21 липня 2021 у Wayback Machine.] [Oneyro.Promo.Group, only digital]
2015 — Наст [Архівовано 21 липня 2021 у Wayback Machine.] [Oneyro.Promo.Group, only digital]
2015 — Кай и Герда [Архівовано 21 липня 2021 у Wayback Machine.] [Oneyro.Promo.Group, only digital]
2018 — Забобони [Архівовано 21 липня 2021 у Wayback Machine.] (maxi-single) [ФДР, only digital]

### Неномерні альбоми
1993 — День рождения Гастелло [запис не зберігся]
1996 — Без десяти десять [самвидав-касета, limited edition]
1996 — Фантомные боли [самвидав-касета, limited edition]
1997 — Новое язычество [самвидав-касета, limited edition]
1997 — Транстранзит [самвидав-касета, limited edition]
1997 — Лики и блики [самвидав-касета, limited edition]
1997 — Шапка Стереомаха [самвидав-касета, limited edition]

### Демо-альбоми
2000 — Гибернация [Архівовано 21 липня 2021 у Wayback Machine.] [Oneyro.Promo.Group, only digital, 2019]
2002 — Party-zzan-party [Архівовано 21 липня 2021 у Wayback Machine.] [Oneyro.Promo.Group, CD, 2019]
2006 — BeatOn [Архівовано 21 липня 2021 у Wayback Machine.] [Oneyro.Promo.Group, only digital]

### Live-альбоми:
1994 — Ногами вперёд! (Live) [самвидав-касета, limited edition]
1996 — Страх смерти в Пединституте (Live) [самвидав-касета, limited edition]
1997 — Неразрешенность (Live)» [самвидав-касета, limited edition]

### Live-спліт:
1996 — «Т-ъ-щ-и-С-М — Щ-и-С-М! (Ритуальная вертальность)» (feat. Апельсиновое Безобразие) [самвидав-касета, limited edition]

## Фестивалі, виступи і нагороди
- Перший київський концерт в клубі «Барви» (1999)
- Спільні проєкти та виступи з групою «Колискова Ради» (згодом — Jam Cherry), (1999)
- Фестиваль «Червона Рута» (1995, 1997, 1999). Виступ у фіналі фестивалю «Черовна Рута» з «Колисковою ради) з піснями «Лінгвістична амплітуда» та «Кришечка» («Спробуй ще»). 2000.
- Виступ в кінотеатрі «Салют» (2000)
- Фестиваль «Маzепа-FEST» (2003-2009)
- Фестиваль «Автограф» (диплом фестивалю 2000, 2002)
- Екстрім-шоу «Веломанія» (2004-2006)
- Фестиваль «Рок-удар» (2001-2012)
- Концерт в клубі «22», анплагд у склад: Бурлік (вокал), Валера Власенко (гітара), Волік — бас, Фелікс (труба, флейти) (2008)
- Презентація програми «Giftstoffe» у клубі «Філін» (м. Київ, 2008)
- Спільний виступ з гуртом «Mamasweed» (Німеччина) у Полтаві (готель «Турист», 2008)
- Концерт у харківському Планетарії з програмою «Natasha» (2009)
- Фестиваль Rock`n`ball (2011, 2012, 2013, 2015, 2016)
- Фестиваль Бандерштат (2014)